# Saint-Genouph
Saint-Genouph är en kommun i departementet Indre-et-Loire i regionen Centre-Val de Loire i de centrala delarna av Frankrike. Kommunen ligger i kantonen Ballan-Miré som tillhör arrondissementet Tours. År 2022 hade Saint-Genouph 1 022 invånare.

## Befolkningsutveckling
Antalet invånare i kommunen Saint-Genouph
Referens:INSEE